# アントニオ・ガルデアーノ・ベニテス
アポーニョ (Apoño) こと、アントニオ・ガルデアーノ・ベニテス（Antonio Galdeano Benítez, 1984年2月13日 - ）は、スペイン・マルベーリャ出身の元サッカー選手。現役時代のポジションはミッドフィールダー。PKのスペシャリストとして知られる。弟のフアニージョもサッカー選手であり、マラガCF Bでプレーした経験がある。

## 経歴
地方クラブであるUDサン・ペドロからデビューし、2004年にセグンダ・ディビシオンB（3部）のUDマルベーリャに移籍した。3シーズンをそこで過ごし、2007年7月にセグンダ・ディビシオン（2部）のマラガCFに移籍した。UDマルベラ時代にも師事したフアン・ラモン・ロペス・ムニス監督の下クラブの中心選手として輝き、2007-08シーズンに2位でプリメーラ・ディビシオン（1部）昇格を果たした。2008年8月31日のアトレティコ・マドリード戦でプリメーラデビューを果たすと、プリメーラでもレギュラーポジションを守り、7つのPK成功を含む9得点を決めた。特筆すべきは11月8日のアウェーでのレアル・マドリード戦で、PKで勝ち越し点となる3点目を挙げたが、相手FWゴンサロ・イグアインの4得点の活躍で勝利を逃した。この活躍により、フランスのレキップ紙によってリーガ・エスパニョーラの新星ベストイレブンに選出されている。2009-10シーズンはしばしば怪我に悩まされ、24試合の出場・2得点（PKによる得点なし）に終わった。
2010年7月30日、クラブとの契約を2014年6月まで延長した。2010年10月16日のレアル・マドリード戦 (1-4) では、チームメイトのウェリグトンと同じ日にマラガCF移籍後公式戦100試合出場を達成した。2010-11シーズンは27試合に出場（先発出場は26試合）して1得点した。2011-12シーズン開幕戦のセビージャFC戦 (1-2) では、マヌエル・ペレグリーニ監督の怒りを買ってハーフタイムに交代させられ、約2か月間は懲罰的な招集外が続いた。10月22日のレアル・マドリード戦 (0-4) で復帰してフル出場した。10月31日のRCDエスパニョール戦では、PKで決勝点を挙げた。
2012年1月19日、レアル・サラゴサにレンタル移籍した。